# Самананка
Самананка, Сэмэнанка (рум. Sămănanca) — село в Оргеевском районе Молдавии. Относится к сёлам, не образующим коммуну.

## География
Село расположено на высоте 186 метров над уровнем моря.

## Население
По данным переписи населения 2004 года, в селе Сэмэнанка проживает 800 человек (412 мужчины, 388 женщин).
Этнический состав села:
| Национальность | Число жителей | Процентный состав |
| -------------- | ------------- | ----------------- |
| украинцы       | 555           | 69,38             |
| молдаване      | 225           | 28,13             |
| русские        | 13            | 1,63              |
| гагаузы        | 4             | 0,5               |
| румыны         | 3             | 0,38              |
| Всего          | 800           | 100 %             |